# Hister tropicola
Hister tropicola är en skalbaggsart som beskrevs av Schmidt 1892. Hister tropicola ingår i släktet Hister och familjen stumpbaggar. Inga underarter finns listade i Catalogue of Life.